# Tuninter-Flug 1153
Koordinaten: 38° 24′ 29″ N, 13° 30′ 31″ O
Der Tuninter-Flug 1153 war ein Linienflug der Fluggesellschaft Tuninter von Bari, Italien, nach Djerba, Tunesien. Am 6. August 2005 musste das Flugzeug wegen Treibstoffmangels vor der sizilianischen Küste bei Palermo notwassern.
Das Flugzeug wurde von dem 45-Jährigen Flugkapitän Chafik Al Gharbi und dem 28-Jährigen Kopiloten Ali Kebaier Al-Aswad geflogen.

## Flugzeug
Das Flugzeug war eine vom französischen Flugzeughersteller Avions de Transport Régional gebaute ATR 72-200. Kurz zuvor war eine neue Tankanzeige eingebaut worden, die den Stand allerdings falsch anzeigte.

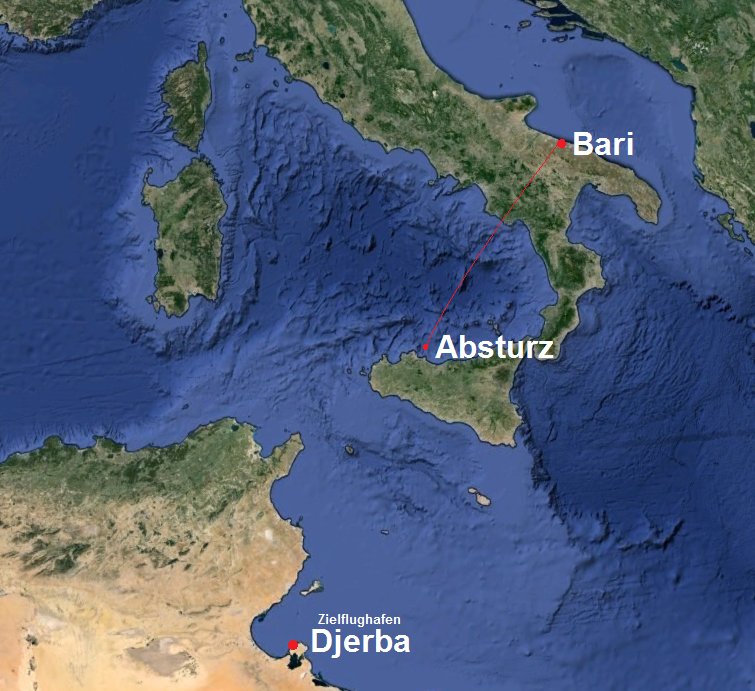
Verlauf von Flug 1153

## Flugverlauf
Das Flugzeug startete auf dem Flughafen Bari in Italien und sollte auf der Insel Djerba in Tunesien landen. Die Cockpitbesatzung bestand aus dem Flugkapitän Shafik Al Gharbi und seinem 1. Offizier Ali Kebaier Lassoued. In der Nacht vor dem Flug war bei der Maschine im Rahmen von Wartungsarbeiten eine für die ATR 72-200 unpassende Tankanzeige eingebaut worden, welche für die wesentlich kleinere Maschine vom Typ ATR 42 konstruiert war. Dieses falsche Instrument zeigte nun mehr Treibstoff an, als tatsächlich in den Tanks vorhanden war. Auf einer Höhe von 23.000 ft (7000 m) fiel zunächst das rechte Triebwerk wegen Treibstoffmangels aus. Als kurz darauf auch das linke Triebwerk wegen zu wenig Treibstoff ausfiel, verlor die Maschine immer mehr an Höhe.
Daraufhin erklärten die Piloten Luftnotlage und forderten eine Freigabe zur Notlandung auf dem Flughafen in Palermo an. Außerdem bat man einen Flugzeugtechniker um Unterstützung, der zufällig als Passagier an Bord war und der nun zusammen mit den Piloten versuchte, die Ursache für den Totalausfall der Triebwerke zu finden. Aufgrund der fehlerhaften Tankanzeige erkannte die Cockpitbesatzung jedoch nicht, dass die leeren Treibstofftanks der Grund für den Ausfall beider Triebwerke waren. Stattdessen vermutete man einen technischen Defekt, und es wurde mehrfach versucht, die Triebwerke neu zu starten, während die Maschine sich im Gleitflug mit Kurs auf Sizilien befand und dabei stetig an Höhe verlor. Für die Startversuche der Triebwerke während des Fluges mussten die Propeller in Flugstellung bleiben. Dies führte jedoch zu einem hohen Luftwiderstand und verringerte die Distanz, die das Flugzeug im Gleitflug ohne Antrieb zurücklegen konnte. Da die Startversuche aufgrund der leeren Tanks erfolglos blieben, musste die Besatzung mit der antriebslosen Maschine 43 Kilometer nordöstlich des Flughafens Palermo im Meer notwassern, wobei das Flugzeug in drei Teile zerbrach.

## Untersuchungen
Im März 2009 wurde der Kapitän des Flugzeuges, Shafik Al Gharbi, von einem italienischen Gericht wegen Totschlags angeklagt. Der Staatsanwalt behauptete, dass sich Al Gharbi nach Ausfall der Triebwerke nicht an die Sicherheitsbestimmungen gehalten und stattdessen gebetet habe, wie auf dem Stimmenrekorder zu hören war.
Zudem gab es bereits vor dem Flug Unstimmigkeiten bei der Betankung des Flugzeugs, da diese nicht vorschriftsgemäß durchgeführt und dokumentiert wurde. Die Besatzung verglich die getankte Treibstoffmenge nicht mit der im Cockpit angezeigten Treibstoffmenge. Durch diese Unstimmigkeiten und durch die fehlerhafte Anzeige fiel niemandem auf, dass die Maschine für den Flug nach Djerba nicht ausreichend betankt war. Hätte der Betankungsvorgang ordnungsgemäß stattgefunden, so hätte die Besatzung anhand der Dokumentation merken müssen, dass die Menge des getankten Treibstoffes nicht mit der im Cockpit angezeigten Menge übereinstimmte.
Aufgrund der fehlerhaften Tankanzeige wussten die Piloten nicht, dass ihnen der Treibstoff ausgegangen war und dass jeder Startversuch der Triebwerke sinnlos sein musste. Hätte sich die Besatzung dazu entschieden, unmittelbar nach dem Ausfall beider Triebwerke in den Gleitflug überzugehen und die Propeller in Segelstellung zu bringen, so hätte die Maschine durch den geringeren Luftwiderstand weiter gleiten und somit den Flughafen in Palermo noch erreichen können. Stattdessen versuchten die Piloten mehrfach, die Triebwerke mit den Propellern in Flugstellung zu starten, wobei der Luftwiderstand höher war und die Maschine dadurch schneller sank.

## Folgen
Italien verbot den Flugverkehr der Tuninter über dem italienischen Flugraum, als sich herausstellte, dass tatsächlich die falsche Tankanzeige in das Flugzeug eingebaut worden war. Bei dem Flugzeugabsturz starben 15 der 35 Passagiere und ein Flugbegleiter. Tuninter entschädigte die Familien der Opfer und der Überlebenden jeweils mit 20.000 €. An Bord starb außerdem ein Flugzeugtechniker, der sich nach dem Ausfall der Triebwerke ins Cockpit begeben hatte, um dort den Piloten bei der Fehlersuche zu assistieren. Dieser wird allerdings als Passagier mitgezählt, da er zufällig an Bord und somit kein Besatzungsmitglied des Flugs war.

## Mediale Aufarbeitung
Der Absturz von Flug 1153 war Thema der sechsten Folge der siebten Staffel der kanadischen Dokumentarserie Mayday – Alarm im Cockpit, die in Deutschland unter dem Titel Notlandung auf dem Wasser (Originaltitel: Falling Fast) ausgestrahlt wurde.

## Ähnliche Vorfälle
- Air-Canada-Flug 143
- Air-Transat-Flug 236
- Avianca-Flug 052
- Hapag-Lloyd-Flug 3378
- LaMia-Flug 2933